# Aegires incusus
Aegires incusus är en snäckart som beskrevs av Fahey och Terrence M. Gosliner 2004. Aegires incusus ingår i släktet Aegires och familjen Aegiridae. Inga underarter finns listade i Catalogue of Life.